# Valle del Orco

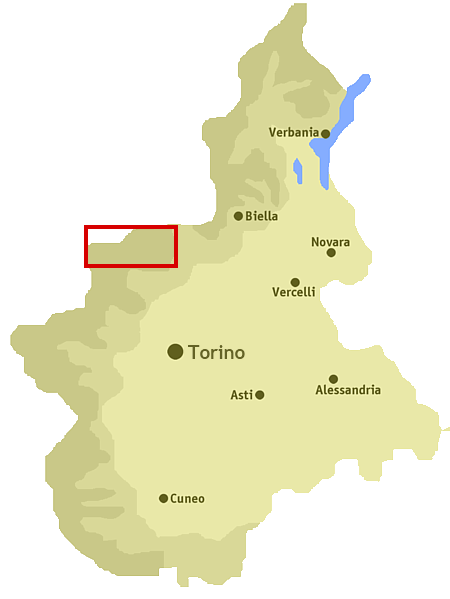
Ubicación del Valle del Orco en Piamonte

El Valle del Orco (en italiano, Valle Orco,  Valle di Locana o Valle di Ceresole) es un valle situado al oeste del Piamonte. Está atravesado en toda su longitud por el Río Orco, cuyas aguas confluyen en el Po.

## Geografía

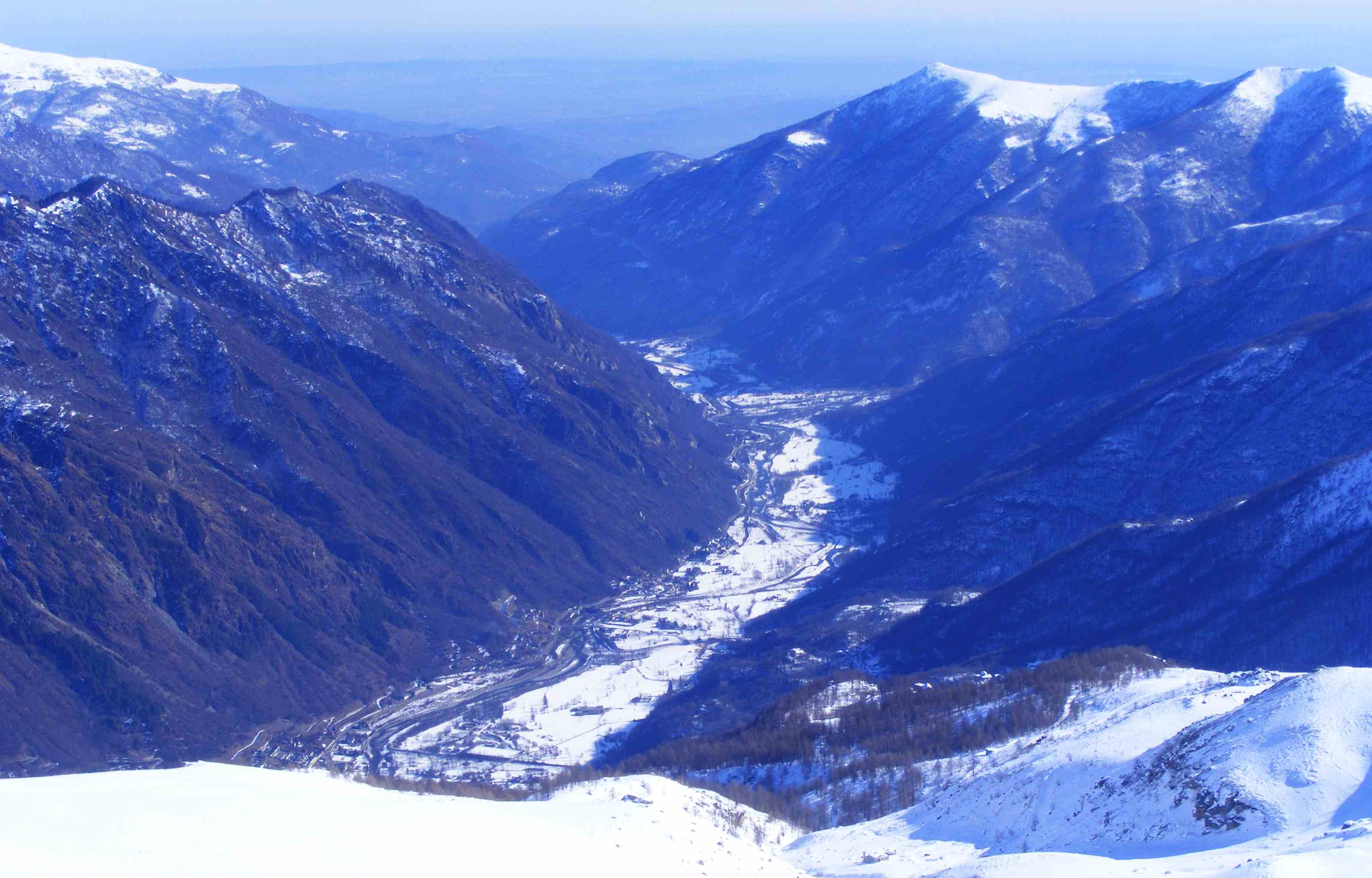
El valle en invierno

En la vertiente derecha del valle está el Gran Paradiso (4.061 m) y su macizo, que forma parte del Parque Nacional del Gran Paraíso. En la vertiente izquierda, culmina con el grupo de las tres Levanne, de los que la Levanna Central alcanza los 3619 m. Es atravesada por el torrente Orco en dirección este - oeste . El valle es particularmente estrecho, en particular en la parte central. También hay algunas centrales hidroeléctricas, como la de Rosone, en el término de Locana. El lago principal es el Lago de Ceresole.
Está delimitado por:
| Norte            | Este             | Sur               | Oeste                 |
| * Valle de Aosta | * Llanura Padana | * Valles de Lanzo | * Maurienne (Francia) |

### Montañas principales

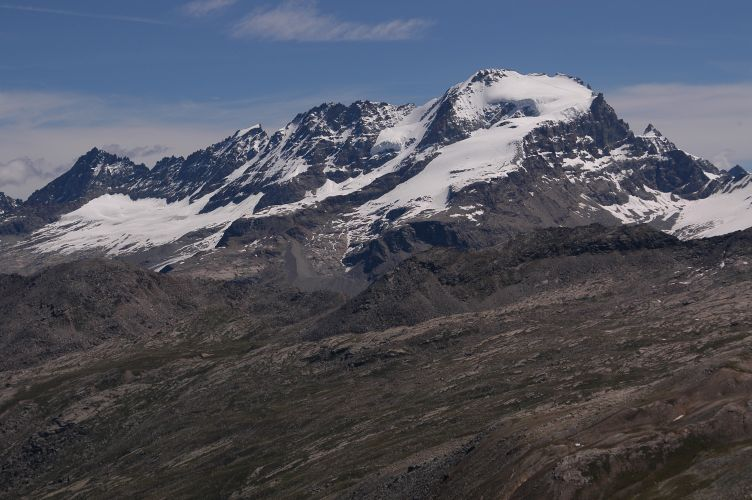
El Gran Paradiso, la cumbre más alta del valle

- Gran Paradiso - 4.061 m
- Ciarforon - 3.642 m
- Punta di Galisia - 3.345 m
- Levanna Centrale - 3.619 m
- Monte Unghiasse - 2.939

### Pasos de montaña
Los principales son
- Paso de la Crocetta - 2.636 m - cerca de la Valle Gran de Lanzo
- Paso de Nivolet - 2.641 m - borde la Valsavarenche
- Paso de la Galise - 2.998 m - cerca de la Val-d'Isère

### Lagos
El valle es rico en lagos alpinos, muchos de ellos artificiales, relacionada con la construcción de centrales hidroeléctricas.
- Lago de Ceresole
- lago Serrù
- lago Agnel
- Lago de Teleccio
- Lago de Valsoera
- Lago de Motta
- lago Gelato

## Municipios
Los municipios principales del valle son Pont Canavese, Sparone, Locana, Noasca, Ceresole Reale.

## Turismo
El valle tiene una gran vocación turística, ligada a la presencia del Parque Nacional del Gran Paradiso.

### Refugios alpinos
Para facilitar el excursionismo de montaña se ha creado algunos refugios alpinos :
- Refugio Vittorio Raffaele Leonesa - 2.909 m
- Refugio Noaschetta - 1.540 m
- Refugio Guido Muzio - 1.667 m
- Refugio Guglielmo Jervis - 2.250 m
- Refugio Pian della Ballotta - 2.470 m
- Refugio città di Chivasso - 2.604 m.